# 秀衡塗
秀衡塗（ひでひらぬり）は、岩手県で作られる漆器。1985年には経済産業大臣指定伝統的工芸品に指定された。

## 歴史
秀衡塗は、平安時代末期に平泉で栄えた奥州藤原氏第3代当主・藤原秀衡が京より職人を招来し、この地方特産の漆と金をふんだんに使い、器を造らせたのが起源とされている。
また、一説には延暦年代から安倍氏により、奥州市衣川増沢地区で仏具や武具などの漆製品の製造が行われていたとされている。中でも藤原氏の時代、漆の産地として、また漆工芸の里として平泉の黄金文化を支えたとも伝えられている。
江戸期まで増沢地区では、古くから木工加工が盛んであり、漆器加工も小規模ながら行われていた。明治4年(1871年)この地に新たな漆器産業を起こすべく、組頭辰十郎により奥州藤原氏の流れをくむ秋田県稲川町の川連漆器職人沓沢岩松が招かれ、増沢塗が成立する。
この地では古来から秀衡椀は作られてきたが、高級品の為あまり知られていはいなかったが、昭和13年(1935年)、民芸の父と言われる柳宗悦らによる秀衡椀の調査が行われ、増沢塗職人により秀衡椀が秀衡塗として復元され、広く作られるようになった。
増沢塗職人は昭和30年(1955年)増沢地区衣川ダム建設に伴い奥州市水沢・胆沢、平泉町等に散在。現在は奥州市胆沢に1名伝えるのみである。

## 特徴
下地は、最も丈夫と言われる本堅地（ほんかたじ）を使っている。加飾は当地で昔から伝えられてきた漆器の「秀衡椀」を手本にしたもので、「源氏雲」という雲の形と、いくつかの菱形の組み合わせで作られる「有職菱文様（ゆうそくひしもんよう）」が描かれる。

## 秀衡塗の工程
秀衡塗は大きく分けて原木の切り出しから椀の形にロクロで挽くまでの“木地”、木地に漆を塗る“塗り”、秀衡塗独特の雲の模様を描き金箔を貼る“加飾”という3つの工程から作られる。秀衡塗はそれぞれの工程を担当する職人の技術の連携によりできあがる。
また、古くから漆液の産地としても知られる岩手県の漆器には、今では少なくなってしまったものの現地で採れた漆が塗られている。

### 漆掻き
6月から10月にかけて、漆の木から漆液を集めることができる。漆掻き職人は日の出から日の入りまで山を駆け回り、木に傷をつけてにじみ出てくる漆液を集める。
シーズンの間、一本の漆の木からは4日に一回漆を集め、合計するとおよそ150グラム、お椀にして約20個分の漆液を採ることができる。

### 玉切り・型打ち
3年間じっくり乾燥させたブナやトチの原木を輪状に切り出して削る。いきなり寸法通りに削ると割れたり、変形したりするので、はじめは椀の形よりも大きく削り、乾燥させながら徐々に削っていく。水分が20%くらいになるように調整し、薫煙乾燥させる。 

### 木地挽き
ロクロにガイドを取り付けてお椀の形に削る。この時、急に乾燥させると狂いが生じやすくなるので、時間をかけてゆっくりと木地を作ることが求められる。 

### 木地固め
木地に刷り込むように漆を塗る。木地が水分を吸い込むと、後の塗りの工程や使用の際に木地が狂いを起こすので、木地固めにより水分の浸透を抑える。 

### 布着せ、下地塗り
木地の薄い部分を補強するために、漆と米の粉を練った漆糊を染み込ませた布を巻きつける。
そして地の粉という特殊な粉と漆糊を混ぜたものを木地全体に塗って強度を増し（地塗り）､その上に砥の粉を生漆と練ったものを木地に塗る（錆付け）。これらはすべて強い下地を作るための工程である。 

### 塗り
下塗り、中塗り、上塗りと、3段階で漆を塗る。一回塗るごとに、漆風呂と呼ばれる室の中でしっかり乾燥させる。
各塗り工程の前には、乾燥させた漆の表面を砥石で磨き、表面の大きな凹凸を削りながら次に塗る漆が乗りやすいようにざらつかせる。上塗りは漆塗りの作業の中で最も神経を使う工程である。

### 加飾（かしょく）
上塗りの終わったお椀に和紙に書いた模様を転写し、その絵に合わせ雲の模様や春夏の草花や果実などを描く。この模様は秀衡塗独特のもので“秀衡紋様”と呼ばれる。こうして秀衡塗が完成する。